# Cyclosa bifurcata
Cyclosa bifurcata là một loài nhện trong họ Araneidae.
Loài này thuộc chi Cyclosa. Cyclosa bifurcata được Charles Athanase Walckenaer miêu tả năm 1842.